# Ammoconia guadarramensis
Ammoconia guadarramensis är en fjärilsart som beskrevs av Calle 1981. Ammoconia guadarramensis ingår i släktet Ammoconia och familjen nattflyn. Inga underarter finns listade i Catalogue of Life.